# Радемахер, Дебби
Дебби Белкин-Радемахер (англ. Debbie Belkin Rademacher; род. 27 мая 1966, США), урождённая Белкин (англ. Belkin) — американская футболистка и футбольный тренер, выступавшая на позиции защитника. Чемпионка мира (1991) в составе национальной сборной.

## Карьера

### Студенческая карьера
В футболе дебютировала в 1984 году в женском студенческом клубе «УМасс Майнутвумен», за который выступала на протяжении всей своей командной карьеры, продолжавшейся три года.

### Карьера в сборной
В 1986 году дебютировала в официальных матчах в составе женской национальной сборной США по футболу. В 1991 году была в составе команды, завоевавшей золотую медаль на первом чемпионате мира по футболу среди женщин в Китае.

### Тренерская карьера
В 1988 году начала тренерскую карьеру, став ассистентом главного тренера команды «Тафтс Джамбос». Спустя год стала работать помощником главы тренерского штаба клуба «Нью-Хэмпшир Уайлдкэтс», а в 1992 году на один сезон стала главным тренером команды «Фэрфилд Стэгс». Наиболее продолжительной была работа Радемахер с командой «Мичиган Уолверайнс», продолжавшаяся тринадцать лет.  